# Surveillance (film)
Surveillance is een Amerikaanse independent mystery-thriller uit 2008 onder regie van Jennifer Chambers Lynch, de dochter van David Lynch. Het was haar tweede film als regisseuse na Boxing Helena uit 1993. In beide gevallen was ze tevens coauteur van het verhaal. Haar vader werkte aan Surveillance mee als uitvoerend producent.
Surveillance won de prijs voor beste film op het Filmfestival van Sitges 2008 en prijzen voor beste regisseuse en beste actrice (Ryan Simpkins) op het New York City Horror Film Festival 2008.

## Verhaal
Twee gemaskerde daders hebben een gruwelijk slachting aangericht onder een groep mensen in Santa Fe. Daarom melden Elizabeth Anderson (Julia Ormond) en Sam Hallaway (Bill Pullman) zich uit naam van de FBI op het bescheiden plaatselijke politiebureau. Zij willen reconstrueren wat er precies heeft plaatsgevonden aan de hand van de verklaringen van de drie overlevenden van de moordpartij, Bobbi Prescott (Pell James), agent Jack Bennett (Kent Harper) en het kleine meisje Stephanie (Ryan Simpkins). Hun verhalen rijmen alleen niet op alle fronten, met name omdat Prescott en Bennett het een en ander te verzwijgen hebben in verband met de reden dat ze op de plaats delict aanwezig waren.
Prescott is samen aan komen rijden met haar vriendje Johnny (Mac Miller). Hoewel ze vertelt dat dit voor een sollicitatie was, kwamen ze in feite voor een drugsdeal die verkeerd afliep, waarna ze er met de verdovende middelen vandoor gingen. Stephanie zat in de auto bij haar moeder (Cheri Oteri), stiefvader (Hugh Dillon) en broer David (Kent Nolan). De plaatselijke agent Bennett was aan het werk samen met zijn partner Jim Conrad (French Stewart). Op de drie mensen die een verklaring kunnen afleggen na, zijn zij allemaal gedood.
Wat agent Bennett verzwijgt, is dat hij samen met zijn partner voorbijkomende auto's aan het treiteren was. Zij schoten de banden van rijdende wagens lek, om ze vervolgens aan te houden voor te hard rijden en ze te wijzen op hun 'klapband'. Voor iedere automobilist zijn weg mag vervolgen, voeren ze samen toneelstukjes op om mensen te pesten en te vernederen. Voor Stephanie met haar familie aankwam op de plaats delict, hebben ze Prescott en haar vriendje ontmoet bij een toilet langs de weg, waar ze tegelijk wegreden.
Stephanies ouders zijn slachtoffer geworden van de pesterijen van de twee agenten. Het meisje heeft ze na de nodige vernederingen verteld dat zij een witte en een blauwe auto eerder langs de weg zag staan, waarvan de blauwe bebloed. Bennett en Conrad gaan dit nakijken en treffen inderdaad een blauwe wagen vol met bloed aan, die behoort aan een familie die ze eerder treiterden. De inzittenden zijn allemaal verdwenen en van een witte wagen is geen spoor te bekennen. Vervolgens rijden ze terug naar Stephanie's familie, waar Prescott en haar vriend inmiddels ook gestopt zijn. Daar worden zij en Johnny's auto geramd door een achteropkomend wit busje, waarbij Johnny en Stephanies stiefvader aan stukken worden gereten. De 'bestuurder' blijkt de vermiste man uit de blauwe wagen, die is vermoord en met zijn handen vastgemaakt werd aan het stuur. Op de passagiersstoel zit een bewegende persoon vastgebonden in een diens totale lichaam bevattende stoffen zak.
Prescott vermoedt dat dit de vermiste vrouw is uit de blauwe auto en opent de wagen. Wanneer ze het portier opent, valt de persoon in de zak op haar en blijkt die veel te zwaar voor een vrouw. Vervolgens volgen de gebeurtenissen elkaar snel op en vinden zowel agent Conrad als Stephanies moeder en broer de dood door geweerschoten. Conrad werd alleen geraakt door een kogel uit het geweer van Bennett, waardoor die meer begint te verzwijgen in zijn verklaring. Hijzelf werd kort na de dood van zijn partner van achter bewusteloos geslagen.
Dan onderbreekt Hallaway het verhoor vanwege nieuwe ontwikkelingen. Zojuist is hem via de radio vertelt dat er in het nabij gelegen Blue Dove Motel de lichamen zijn gevonden van drie moordslachtoffers. Hij gaat even overleggen met collega Anderson. Stephanie ziet de twee verhoorders vervolgens op een monitor een dansje maken. Anderson komt terug en vraagt agenten Wright (Charlie Newmark) en Degrasso (Gill Gayle) met haar mee te gaan naar het motel waar de lijken gevonden zijn. Laatstgenoemde begint vervolgens op de achterbank een stapel foto's die in de auto liggen te bekijken. Hallaway blijft op het bureau, waar Stephanie hem in zijn oor fluistert dat ze weet wie hij is.

### De clou
Degrasso komt erachter wie Hallaway is wanneer hij in de stapel foto's aankomt bij een afbeelding waarop bestuurster Anderson lachend naast een van de gemaskerde daders staat. Op het moment dat zij in haar achteruitkijkspiegel ziet dat de agent bij die foto is aangekomen, glimlacht ze en schiet ze zowel hem als Wright dood. Op het politiebureau onthult Hallaway wie hij is, namelijk een van de gemaskerde moordenaars die samen met Anderson het oorspronkelijke bloedbad aanrichtte. Zij hebben de kleren aangetrokken van twee echte FBI-agenten, die ze vermoord en achtergelaten hebben in het Blue Dove Motel. Alle medewerkers die zich buiten de verhoorkamers op het politiebureau gevonden, zijn inmiddels vermoord en ook de nog levenden volgen nu. Daarbij wordt Prescott met een riem gewurgd terwijl ze zich in een seksueel ritueel tussen 'Hallaway' en 'Anderson' bevindt. Als deze van het uitgestorven bureau wegrijden, komen ze langs Stephanie. Zij is de enige die 'Hallaway' in leven heeft gelaten. Dat vond hij passend omdat zij als enige doorhad wie ze waren. Het meisje kwam hierachter toen ze de 'agenten' tijdens hun dansje elkaars hand zag vastpakken op exact dezelfde manier als dat ze dat eerder de twee gemaskerde moordenaars zag doen.

## Rolverdeling
- Caroline Aaron - Janet
- Michael Ironside - Captain Billings
- Daryl Haney - Drugsdealer
- Shannon Jardine - Elaine Meyer
- Angela Lamarsh - Kamermeisje dat de lijken vindt in het Blue Dove Motel
- Anita Smith - Tina
- Josh Strait - Keith
- Kyle Briere - Curtis
- Ryan Simpkins - Stephanie